# Abseudrapa
Abseudrapa là một chi bướm đêm thuộc họ Erebidae.

## Các loài
- Abseudrapa metaphaeria (Walker, 1869)